# Karangpoh (Tandes)
Karangpoh is een bestuurslaag in het regentschap Soerabaja van de provincie Oost-Java, Indonesië. Karangpoh telt 5921 inwoners (volkstelling 2010).